# Averkijev
Averkijev [averkíjev] (rusko Аве́ркиев) je priimek več osebnosti.
- Aleksander Jegorovič Averkijev (1788—1858), ruski tajni svetovalec in senator
- Dimitrij Vasiljevič Averkijev (1836—1905), ruski dramaturg, leposlovec in gledališki kritik